# Lutz Franzke
Lutz Franzke (* Dezember 1953 in Königs Wusterhausen) ist ein deutscher Kommunalpolitiker (SPD). Er war von 2009 bis 2017 der Bürgermeister der Stadt Königs Wusterhausen.

## Werdegang
Franzke wuchs in Wildau auf. Nach dem Abitur 1972 an der EOS Königs Wusterhausen mit Auszeichnung studierte er von 1974 bis 1979 Lateinamerika-Wissenschaften an der Universität Rostock und schloss mit dem Staatsexamen ab. In den beiden folgenden Jahren war er als Dolmetscher in Mosambik tätig. Von 1981 bis 1999 war er Lehrkraft und Assistent an der Humboldt-Universität zu Berlin. Dort promovierte er 1986 mit einer Arbeit über Temporal-deiktische Verbalmorpheme der portugiesischen Vergangenheit zum Dr. phil.
Von 2000 bis 2004 war er Flughafenbeauftragter des Landkreises Dahme-Spreewald und Koordinator eines Arbeitsmarktprojektes der Europäischen Union im Umfeld des Flughafens Berlin-Schönefeld. Außerdem war er Geschäftsführer des Technologie- und Gründerzentrums Wildau.
Seine kommunalpolitische Laufbahn begann 1993 mit dem Eintritt in die SPD. Im gleichen Jahr übernahm er ein Mandat in der Stadtverordnetenversammlung von Königs Wusterhausen. Nach langjährigem Vorsitz in der SPD-Fraktion wurde er im März 2002 zum Stadtverordnetenvorsteher gewählt. Ab November 2003 war er Mitglied des Hauptausschusses und des Finanzausschusses der Stadt und übernahm 2006 den Vorsitz des Wirtschaftsausschusses der Stadt.
Bei der Bürgermeisterwahl 2009 setzte er sich am 11. Oktober 2009 in einer Stichwahl mit 54,91 % der Stimmen gegen den Bewerber der Linken durch.